# Championnat de Bulgarie de football 1976-1977
Navigation
Saison précédente Saison suivante
La saison 1976-1977 du Championnat de Bulgarie de football était la 53e édition du championnat de première division en Bulgarie. Les seize meilleurs clubs du pays se retrouvent au sein d'une poule unique, la Vissha Professionnal Football League, où ils s'affrontent deux fois, à domicile et à l'extérieur. À la fin de la saison, les deux derniers du classement sont relégués et remplacés par les deux meilleurs clubs de deuxième division.
C'est le Levski-Spartak Sofia qui remporte le titre cette saison en terminant en tête du classement final, devançant le tenant du titre, le CSKA Septemvriysko zname Sofia de 4 points et le surprenant promu, le club de Marek Stanke Dimitrov, qui termine 3e à 5 points. C'est le 3e titre de champion de Bulgarie de l'histoire du Levski-Spartak, qui réussit même le doublé en battant le Lokomotiv Sofia en finale de la Coupe de Bulgarie.

## Les 16 clubs participants
| - Levski-Spartak Sofia - CSKA Septemvriysko zname Sofia - Akademik Svishtov - Promu de D2 - Lokomotiv Plovdiv - Pirin Blagoevgrad - PFC Slavia Sofia - Dunav Ruse - Lokomotiv Sofia | - Marek Stanke Dimitrov - Promu de D2 - ZhSK-Spartak Varna - PFC Minyor Pernik - Trakia Plovdiv - Botev Vratsa - Akademik Sofia - Beroe Stara Zagora - PFC Sliven |

## Compétition

### Classement
Le barème utilisé pour établir le classement est le suivant :
- Victoire : 2 points
- Match nul : 1 point
- Défaite : 0 point

| Rang | Équipe                           | Pts | J  | G  | N  | P  | Bp | Bc | Diff |
| ---- | -------------------------------- | --- | -- | -- | -- | -- | -- | -- | ---- |
| 1    | Levski-Spartak Sofia C           | 43  | 30 | 17 | 9  | 4  | 73 | 34 | +39  |
| 2    | CSKA Septemvriysko zname Sofia T | 39  | 30 | 14 | 11 | 5  | 45 | 27 | +18  |
| 3    | Marek Stanke Dimitrov P          | 38  | 30 | 15 | 8  | 7  | 43 | 28 | +15  |
| 4    | PFC Slavia Sofia                 | 37  | 30 | 14 | 9  | 7  | 52 | 36 | +16  |
| 5    | Botev Vratsa                     | 31  | 30 | 12 | 7  | 11 | 31 | 35 | -4   |
| 6    | Pirin Blagoevgrad                | 31  | 30 | 11 | 9  | 10 | 26 | 30 | -4   |
| 7    | Lokomotiv Sofia                  | 30  | 30 | 9  | 12 | 9  | 42 | 40 | +2   |
| 8    | Lokomotiv Plovdiv                | 30  | 30 | 10 | 10 | 10 | 32 | 31 | +1   |
| 9    | Beroe Stara Zagora               | 29  | 30 | 10 | 9  | 11 | 38 | 51 | -13  |
| 10   | PFC Sliven                       | 28  | 30 | 10 | 8  | 12 | 41 | 46 | -5   |
| 11   | Trakia Plovdiv                   | 27  | 30 | 7  | 13 | 10 | 36 | 40 | -4   |
| 12   | Akademik Sofia                   | 26  | 30 | 7  | 12 | 11 | 25 | 30 | -5   |
| 13   | Akademik Svishtov P              | 26  | 30 | 9  | 8  | 13 | 32 | 45 | -13  |
| 14   | ZhSK-Spartak Varna               | 24  | 30 | 7  | 10 | 13 | 37 | 42 | -5   |
| 15   | PFC Minyor Pernik                | 23  | 30 | 7  | 9  | 14 | 34 | 43 | -9   |
| 16   | Dunav Ruse                       | 18  | 30 | 5  | 8  | 17 | 22 | 51 | -29  |

|  | Qualification pour la Coupe des clubs champions 1977-1978                                |
|  | Qualification pour la Coupe des Coupes 1977-1978                                         |
|  | Qualification pour la Coupe UEFA 1977-1978                                               |
|  | Qualification pour la Coupe Intertoto 1977                                               |
|  | Relégation en deuxième division                                                          |
|  | T : Tenant du titre C : Vainqueur de la Coupe de Bulgarie P : Promu de deuxième division |

## Bilan de la saison
| Championnat de Bulgarie de football 1976-1977 |                                 |
| Champion                                      | Levski-Spartak Sofia (3e titre) |
| Coupes et trophées                            |                                 |
| Vainqueur de la Coupe de Bulgarie 1976-1977   | Levski-Spartak Sofia            |
| Qualifications continentales                  |                                 |
| Coupe des clubs champions 1977-1978           | Levski-Spartak Sofia            |
| Coupe des Coupes 1977-1978                    | Lokomotiv Sofia                 |
| Coupe UEFA 1977-1978                          | CSKA Septemvriysko zname Sofia  |
| Coupe UEFA 1977-1978                          | Marek Stanke Dimitrov           |
| Coupe Intertoto 1977                          | PFC Slavia Sofia                |
| Promotions et relégations                     |                                 |
| Promus en Vissha PFL                          | Tcherno More Varna              |
| Promus en Vissha PFL                          | Chernomorets Burgas             |
| Relégués en B PFL                             | PFC Minyor Pernik               |
| Relégués en B PFL                             | Dunav Ruse                      |